# 聖母升天堂 (羅東鎮)
北成聖母升天堂為天主教靈醫會義大利籍神父設計之哥德式建築。2005年7月16日公告為縣定古蹟。

## 參見

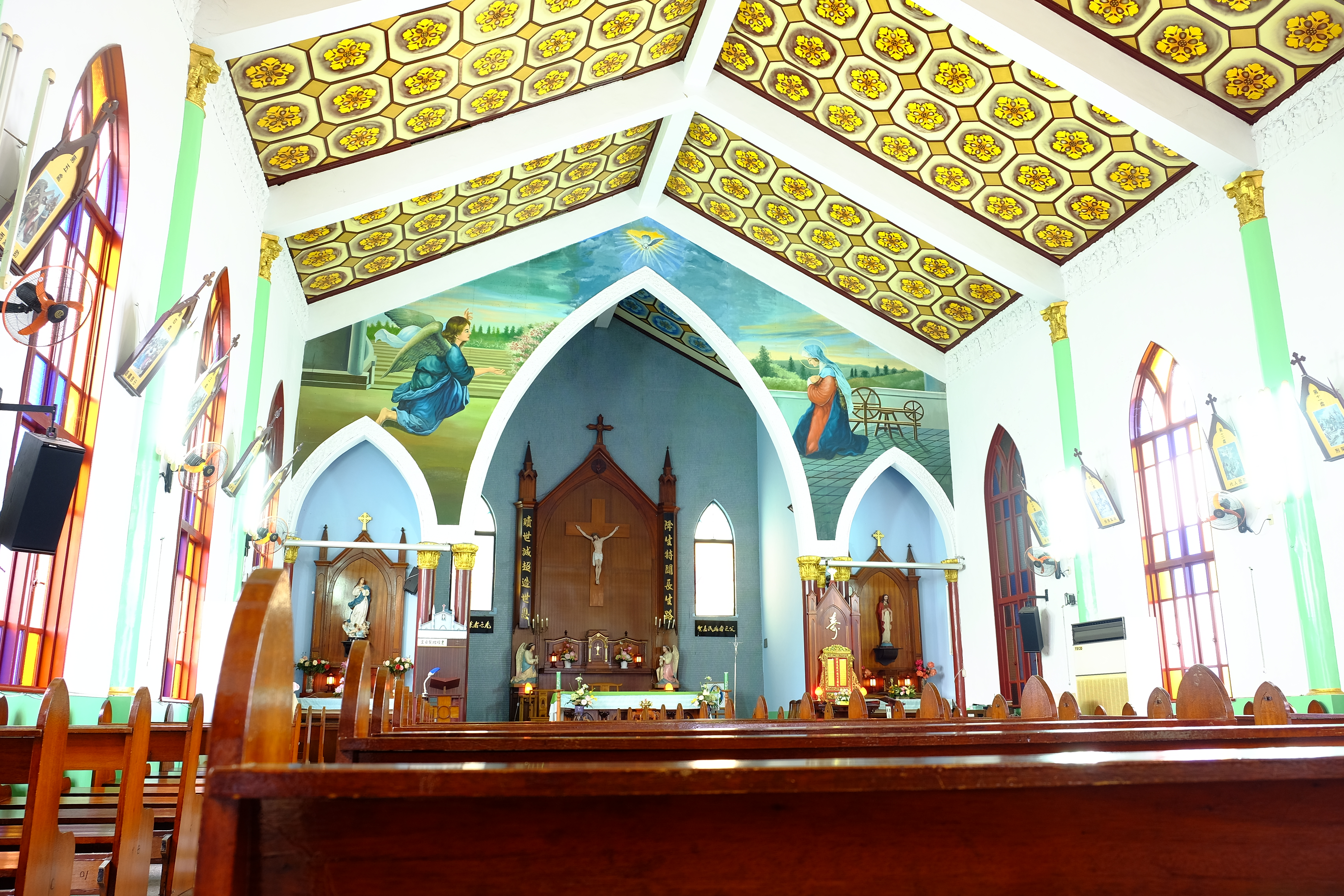
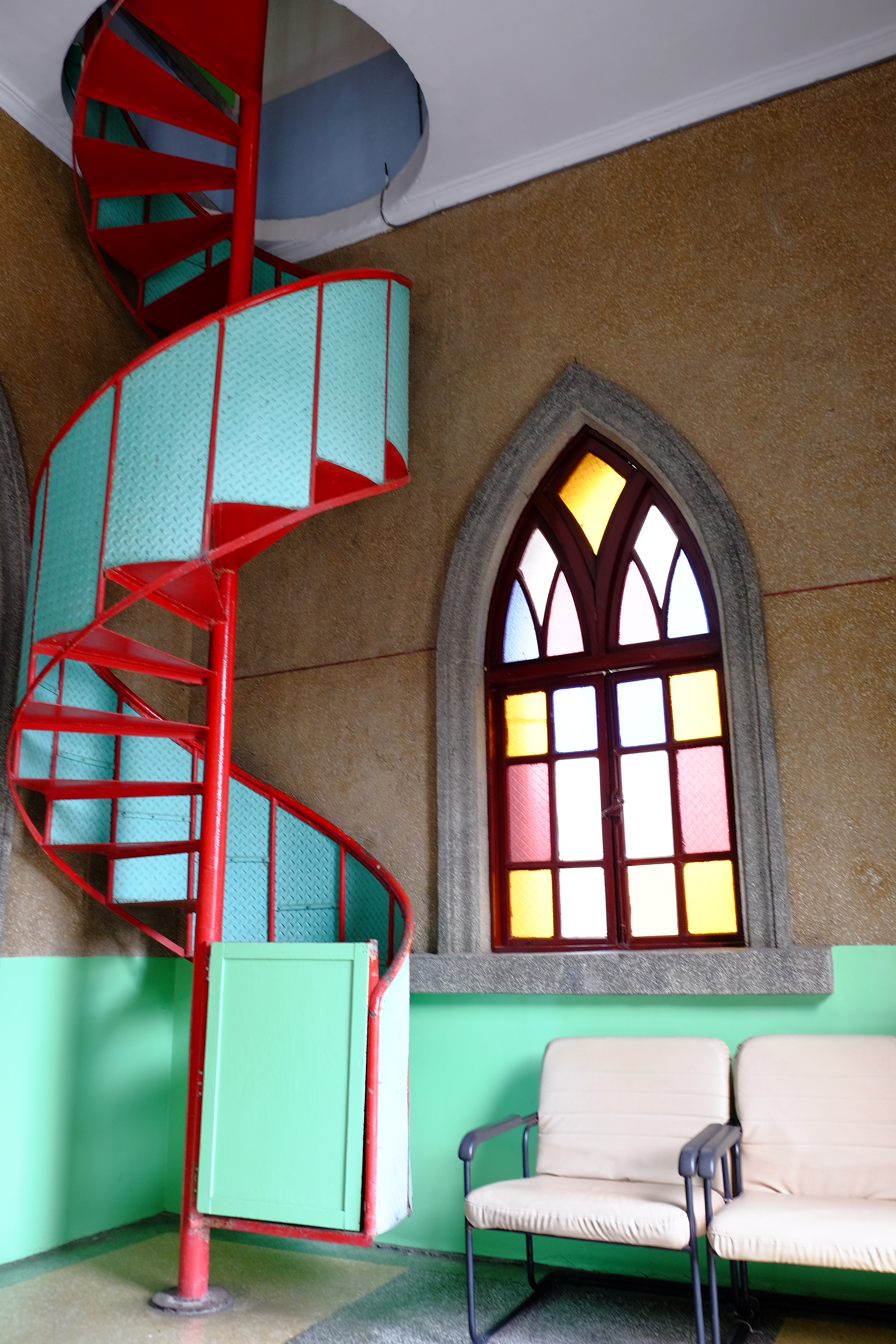
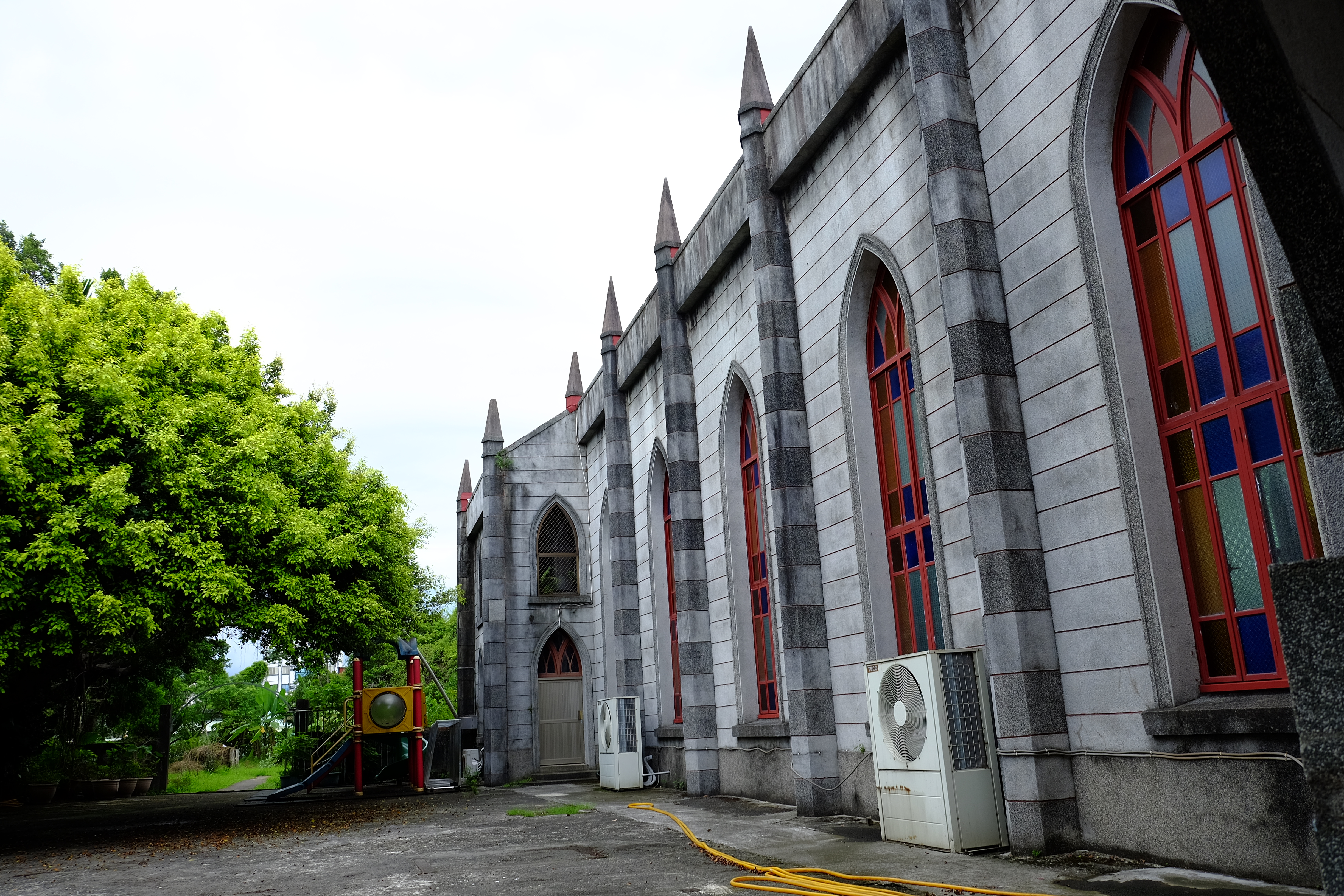

## 引用資料
1. ↑  . 文化部文化資產局. （原始内容存档于2019-06-08）.